# 南黎办事处筹备组
南黎办事处筹备组，是中国安徽省淮北市相山区下辖的一个乡镇级行政单位。

## 行政区划
南黎办事处筹备组共辖以下地区：
相阳路社区、丁楼居委会、李楼居委会、学院社区、梅苑社区。